# Ammoides pusilla
Ammoides pusilla là một loài thực vật có hoa trong họ Hoa tán. Loài này được (Brot.) Breistr. mô tả khoa học đầu tiên năm 1947.

## Hình ảnh

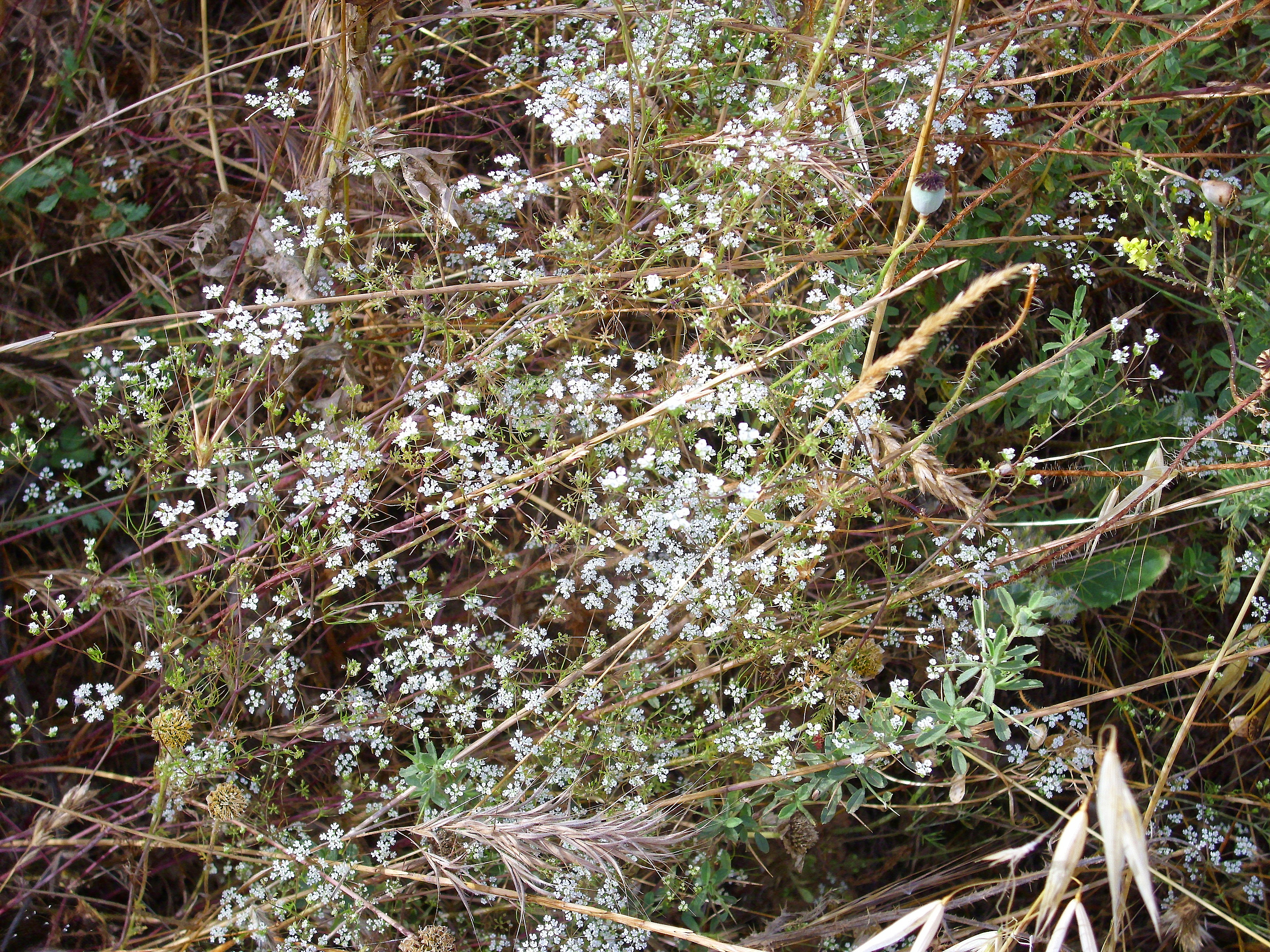
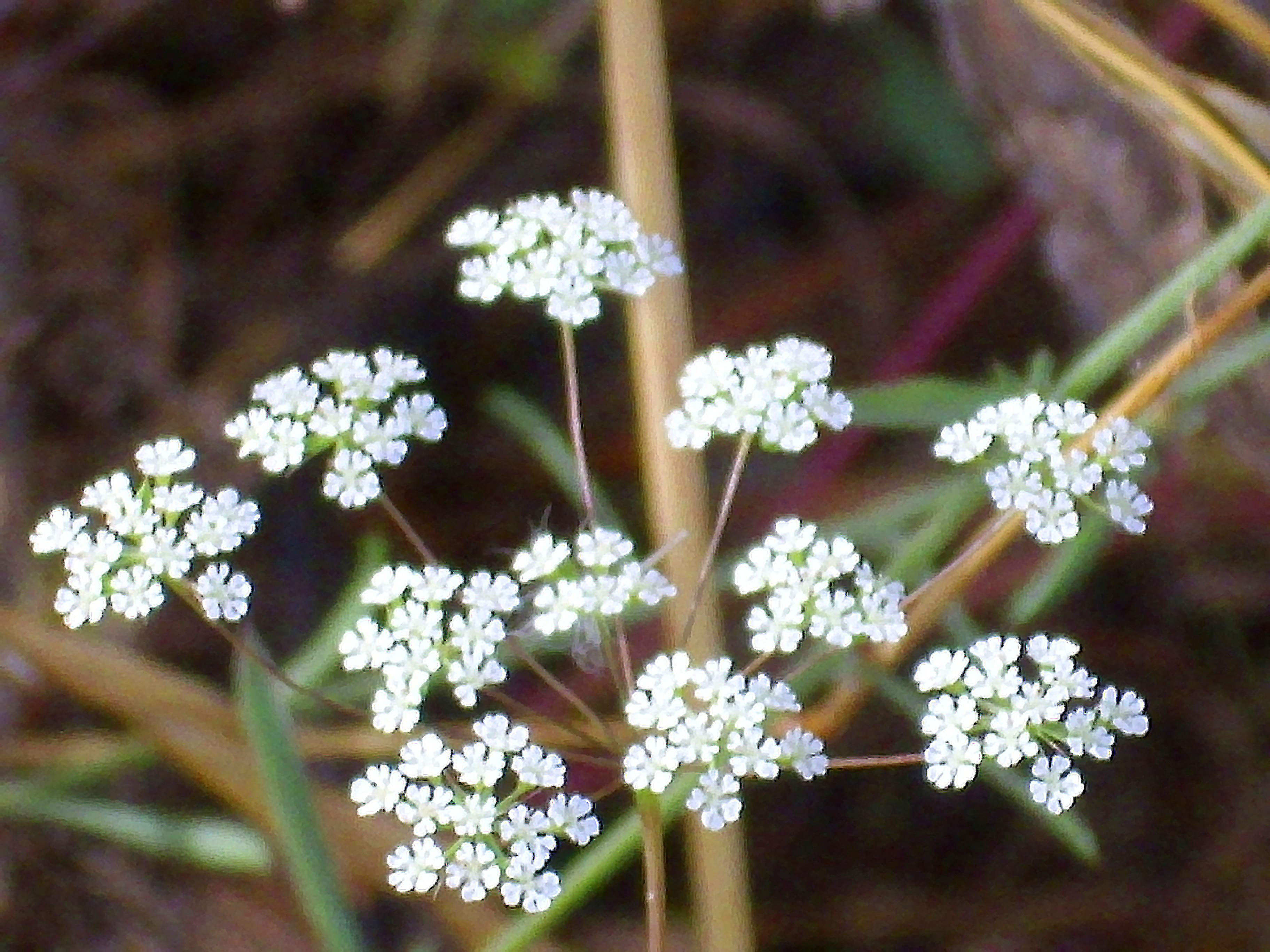